# Темнобрюхие крыланы
Темнобрюхие крыланы (лат. Melonycteris) — род рукокрылых из семейства крыланов. Обитают на Соломоновых островах и в Папуа — Новой Гвинее.

## Внешний вид и строение
Длина головы и тела 77—106 мм, длина предплечья 42—65 мм. Хвост отсутствует.
У М. melanops голова тёмно-коричневая, спина от бледно- до золотисто-коричного цвета и брюхо тёмно-коричневое, почти чёрное. У М. woodfordi голова и затылок бледно-рыжие, спина от оранжевого до красновато-коричного, и брюхо серовато-коричневое, светлее спины. Темнобрюхие крыланы имеют длинные, тонкие языки.

## Поведение
Питаются нектаром, пыльцой и соком мягких фруктов.

## Виды
- Оранжевый крылан (Melonycteris aurantius)
- Melonycteris fardoulisi
- Чернобрюхий крылан (Melonycteris melanops)
- Соломонов крылан (Melonycteris woodfordi)